# Серафим (Цудзіе)
Серафим (Цудзіе) (в світі Нобору Цудзіе яп. 辻永昇, 23 березня 1951 Акіта, Японія) — архієпископ Токійський, Митрополит усієї Японії з 2023 року.

## Біографія
У 1969 році вступив до Токійської школи фотографії, яку закінчив у 1973 році. Працював у рекламній компанії.
У 1987 році прийняв Хрещення з ім'ям Андрій на честь апостола Андрія Первозванного. У 1987 році вступив до Токійської духовної семінарії, яку закінчив у 1990 році.
5 листопада 1989 року єпископом Філадельфійським і Східно-Пенсільванським Германом (Свайко) був висвячений у диякона целібатом, служив у Токійському Воскресенському соборі («Микола-до»).
18 серпня 1991 року архієпископом Токійським, митрополитом усієї Японії Феодосієм (Нагасімою) висвячений на ієрея і призначений на роботу в канцелярії митрополії, а також інспектором Токійської духовної семінарії.
З серпня 1993 року служив у Токійському Воскресенському соборі («Микола-до»).
14—15 червня 1999 року в Японії відбулася нарада кліру Японської Автономної Православної Церкви, на якій було вирішено представити Святішому Патріарху і Священному Синоду трьох кандидатів, гідних обрання та хіротонії в сан єпископа для заміщення вакантних єпископських кафедр - овдовілих протоієреїв Кирила Аріхару, Іуду Нусіро та целібатного священика Андрія Цудзіе.
11—12 липня в Токіо відбувся позачерговий Помісний Собор Японської Автономної Православної Церкви, на якому в присутності першого заступника Голови Відділу зовнішніх церковних зносин архієпископа Калузького і Борівського Климента (Капаліна) одноголосно було вирішено всіх трьох кандидатів, запропонованих Священному Синоду Російської Православної Церкви.
У серпні 1999 року обраних кандидатів було запрошено до Росії, де протягом місяця знайомилися з життям Російської Православної Церкви, її єпархій та монастирів.
20 серпня того ж року в Троїцькому соборі Свято-Троїцької Сергієвої Лаври пострижений у чернецтво з назвою імені Серафим на честь преподобного Серафима Саровського.
6 вересня 1999 року в Успенському соборі Московського Кремля патріархом Московським і всієї Русі Олексієм II зведений у сан ігумена.
28 грудня того ж року постановою Священного Синоду визначено бути єпископом Сендайським Японської Автономної Православної Церкви.
9 січня 2000 року в Успенському соборі Московського Кремля патріархом Московським і всієї Русі Олексієм II зведений у сан архімандрита.
12 січня в Хрестовому храмі Синодальної резиденції патріарха в Даниловому монастирі в Москві відбулося наріччя, а 15 січня в Троїцькому соборі Данилова монастиря в Москві за Божественною літургією — архієрейська хіротонія, яку очолив патріарх Московський і всієї Русі Олексій ІІ. Йому співслужили:  митрополити Слуцький Філарет (Вахромєєв), Крутицький і Коломенський Ювеналій (Поярков), Смоленський і Калінінградський Кирило (Гундяєв), Сонячногірський Сергій (Фомін), Волоколамський і Юр'ївський Питирим (Нєчаєв), архієпископ Істринський Арсеній (Єпіфанов), єпископи Філіппопольський Нифон (Сайкалі) (Антіохійський Патріархат), Бронницький Тихін (Ємельянов), Оріхово-Зуєвський Олексій (Фролов), Кіотський Даниїл (Нусіро).
Як представник Японської Церкви, неодноразово відвідував Росію. З доповіддю про Японську Автономну Православну Церкву взяв участь у Міжнародній науково-практичній конференції «Християнство на Далекому Сході», що відбулася з 19 по 21 вересня 2006 року у Хабаровську.
Є дослідником поширення Православ'я Далекому Сході. Численні статті владики, присвячені історії Японської Церкви, публікуються в офіційному журналі Церкви «Православний Вісник» («Сейке Дзіхоо»), рідкісні матеріали, виявлені ним, сприяють відродженню Китайської Православної Церкви.
Райони, що входять до Сендайської єпархії, найбільше постраждали від руйнівного землетрусу і цунамі, що обрушився на північний схід Японії 11 березня 2011 року . Сам єпископ Серафим не постраждав .
8 липня 2012 року за рішенням Собору Японської Православної Церкви був зведений у архієпископа.
16 квітня 2016 року рішенням Священного Синоду включено до складу делегації Російської православної церкви для участі у Всеправославному Соборі, проте 13 червня того ж року Російська православна церква відмовилася від участі в соборі.
11 серпня 2023 року у зв'язку зі смертю митрополита Токійського та всієї Японії Даниїла місцеблюстителем митрополичого престолу Японської Автономної Православної Церкви відповідно до статуту цієї Церкви було обрано архієпископа Серафима.
28 вересня 2023 року на позачерговому Соборі Японської православної церкви був обраний архієпископом Токійським, митрополитом всієї Японії, того ж дня обрання було затверджено патріархом Московським і всієї Русі Кирилом. Інтронізація відбулася 22 жовтня 2023 року .

## Твори
- 『東京復活大聖堂は建てられた時』東京：正教時報社(«Тоокёо фуккацу дайсэйдоо ва татэрарэта токи» («Когда строился Токийский Воскресенский собор»), Токио: Изд-во «Православный вестник»)、2002。
- 教会史編集委員会（主教セラフィム（辻永）、司祭クリメント児玉慎一、司祭ワシリイ加藤国枝、執事長アキラ笹川晧、ルカ熊谷憲一、ニコライ高橋文彦）編『仙台ハリストス正教会史』仙台：仙台ハリストス正教会(Комитет по составлению истории церкви (Еп. Серафим (Цудзиэ), Иерей Климент Кодама Синъити, Иерей Василий Катоо Куниэ, Глав. староста Акила Сасагава Акира, Лука Кумагай Кэнъити, Николай Такахаси Фумихико), «Сэндай Харисутосу Сэйкёокай-си» («История Сэндайской Христовой Церкви»), Сэндай: Сэндайская православная церковь)、2004。
- 「セルギイ府主教の死亡広告」『正教時報』(«Серугии-фусюкёо но сибоо хоококу» («Сообщения о кончине митрополита Сергия»), «Православный вестник»)1397号（2007・02・20）16-19。
- 「「教会報知」から「正教新報」そして「正教時報」へ」『正教時報』(«„Кёокай хооти“ кара „Сэйкёо симпоо“ соситэ „Сэёкёо дзихоо“ э» («От „Церковных ведомостей“ к „Православным новостям“ и „Православному вестнику“»), «Православный вестник»)1399号（2007・04・20）12-14；1400号（2007・05・20）15-17；1401号（2007・06・20）10-13。
- 「ＧＡＲＦ所蔵文書とセルギイ府主教の手紙」『正教時報』(«ГАРФ сёдзоо бунсё то Серугии-фусюкёо но тэгами» («Коллекция ГАРФ и письма митрополита Сергия»), «Православный вестник»)1403号（2007・08・20）16-19。
- 「セルギイ府主教の晩年 世田谷区太子堂町４５５番地」『正教時報』(«Серугии-фусюкёо но баннэн — Сэтагая-ку Тайсидоо-мати 455 банти» («Последние годы митрополита Сергия — район Сэтагая, квартал Тайсидоо, № 455»), «Православный вестник»)1407号（2007・12・20）16-19；1408号（2008・01・20）14-15；1410号（2008・03・20）14-17。
- 「聖ニコライとセルギイ府主教」『正教時報』(«Сэй-Никорай то Серугии-фусюкёо» («Святой Николай и митрополит Сергий»), «Православный вестник»)1413号（2008・06・20）14-17；1414号（2008・07・20）12-15；1415号（2008・08・20）16-19；1416号（2008・09・20）14-17；1417号（2008・10・20）14-17；1418号（2008・11・20）14-19；1419号（2008・12・20）16-19；1421号（2009・02・20）10-13；1422号（2009・03・20）16-19；1423号（2009・04・20）12-17；1424号（2009・05・20）12-17；1425号（2009・06・20）14-19；1426号（2009・07・20）16-21；1427号（2009・08・20）14-17；1428号（2009・09・20）16-21；1429号（2009・10・20）14-19；1430号（2009・11・20）16-21；1431号（2009・12・20）16-21；1432号（2010・01・20）10-15；1433号（2010・02・20）16-21；1434号（2010・03・20）16-21。